# Championnat d'Asie et d'Océanie de volley-ball masculin 1991
Navigation
Édition précédente Édition suivante
Le 6e championnat d'Asie et d'Océanie de volley-ball masculin s'est déroulé du 11 septembre 1991 au 19 septembre 1991 à Séoul, Corée du Sud. Il a mis aux prises les quinze meilleures équipes continentales.

## Classement final
| Place              | Équipe              |
| ------------------ | ------------------- |
| Médaille d'or      | Japon               |
| Médaille d'argent  | Corée du Sud        |
| Médaille de bronze | Chine               |
| 4                  | Australie           |
| 5                  | Taïwan              |
| 6                  | Indonésie           |
| 7                  | Iran                |
| 8                  | Pakistan            |
| 9                  | Thaïlande           |
| 10                 | Inde                |
| 11                 | Corée du Nord       |
| 12                 | Nouvelle-Zélande    |
| 13                 | Arabie saoudite     |
| 14                 | Émirats arabes unis |
| 15                 | Samoa occidentales  |